# Delfino Pescara 1936
Delfino Pescara 1936 – włoski klub piłkarski z siedzibą w mieście Pescara.
W sezonie 2011/2012 drużyna zajęła 2. miejsce w tabeli Serie B i uzyskała awans do najwyższej klasy rozgrywkowej we Włoszech. W sezonie 2016/2017 zajęła 20. miejsce w tabeli Serie A i powróciła do Serie B.